# Брусницька сільська рада
Брусницька сільська́ ра́да — адміністративно-територіальна одиниця та орган місцевого самоврядування в Вижницькому районі Чернівецької області. Адміністративний центр — село Брусниця.

## Загальні відомості
- Населення ради: 4 806 осіб (станом на 2001 рік)

## Населені пункти
Сільській раді були підпорядковані населені пункти:
- с. Брусниця
- с. Діброва
- с. Зеленів
- с. Кальнівці
- с. Остра
- с. Чортория

## Склад ради
Рада складалася з 30 депутатів та голови.
- Голова ради: Загарія Іван Теофілович
- Секретар ради: Гриндей Світлана Василівна

### Керівний склад попередніх скликань
| Прізвище, ім'я, по батькові | Основні відомості                                                                          | Дата обрання | Дата звільнення |
| --------------------------- | ------------------------------------------------------------------------------------------ | ------------ | --------------- |
| Загарія Іван Теофілович     | Сільський голова, 1968 року народження, освіта вища                                        | 26.03.2006   | 31.10.2010      |
| Загарія Іван Теофілович     | Сільський голова, 1968 року народження, освіта вища, член політичної партії «Наша Україна» | 31.10.2010   |                 |

Примітка: таблиця складена за даними сайту Верховної Ради України

### Депутати
За результатами місцевих виборів 2010 року депутатами ради стали:

#### За суб'єктами висування
| Суб'єкт висування             | Кількість обраних депутатів | %    |
| ----------------------------- | --------------------------- | ---- |
| Самовисування                 | 28                          | 93,3 |
| Політична партія «Фронт Змін» | 2                           | 6,7  |

#### За округами
| № округу                      | Прізвище, ім'я, по батькові     | Дата визнання обраним | Освіта             | Партійна приналежність                | Відомості про обраного депутата                                   |
| ----------------------------- | ------------------------------- | --------------------- | ------------------ | ------------------------------------- | ----------------------------------------------------------------- |
| Політична партія «Фронт Змін» |                                 |                       |                    |                                       |                                                                   |
| 7                             | Козьма Микола Іванович          | 09.11.2010            | середня спеціальна | член Політичної партії «Фронт Змін»   | Кіцманська ДЮСШ, ФСТ «Колос», тренер-викладач                     |
| 17                            | Сопко Олекса Георгійович        | 09.11.2010            | середня            | член Політичної партії «Фронт Змін»   | тимчасово не працює                                               |
| Самовисування                 |                                 |                       |                    |                                       |                                                                   |
| 1                             | Недокус Ольга Василівна         | 09.11.2010            | вища               | позапартійна                          | Брусницька сільська лікарська амбулаторія, головний лікар         |
| 2                             | Малярчук Ольга Володимирівна    | 09.11.2010            | середня спеціальна | позапартійна                          | Будинок культури с. Брусниця, бібліоте-кар                        |
| 3                             | Нуцул Михайло Омелянович        | 09.11.2010            | середня            | позапартійний                         | тимчасово не працює                                               |
| 4                             | Петращук Сергій Васильович      | 09.11.2010            | вища               | позапартійний                         | Вижницький РЕМ, контролер                                         |
| 5                             | Даскалюк Микола Ілліч           | 09.11.2010            | середня            | позапартійний                         | Кіцманський СТК, майстер                                          |
| 6                             | Даскалюк Іван Георгійович       | 09.11.2010            | вища               | позапартійний                         | приватний підприємець                                             |
| 8                             | Остапюк Михайло Георгійович     | 09.11.2010            | середня спеціальна | позапартійний                         | тимчасово не працює                                               |
| 9                             | Собко Іван Іванович             | 09.11.2010            | середня спеціальна | позапартійний                         | тимчасово не працює                                               |
| 10                            | Гриндей Світлана Василівна      | 09.11.2010            | вища               | член Політичної партії «Наша Україна» | Брусницька сільська рада, секретар                                |
| 11                            | Марчук Олег Васильович          | 09.11.2010            | вища               | позапартійний                         | Брусницька лікарня відновного лікування, головний бухгалтер       |
| 12                            | Лукаш Василь Іванович           | 27.12.2010            | середня            | позапартійний                         | Агрофірма «Калина», головний інженер                              |
| 13                            | Івашин Володимир Олексійович    | 09.11.2010            | середня спеціальна | позапартійний                         | Брусницька сільська рада, начальник МПК                           |
| 14                            | Коханюк Володимир Ярославович   | 09.11.2010            | середня            | позапартійний                         | Фермерське господарство, фермер                                   |
| 15                            | Козмуляк Василь Васильович      | 09.11.2010            | вища               | позапартійний                         | тимчасово не працює                                               |
| 16                            | Нищук Василь Миколайович        | 09.11.2010            | середня            | позапартійний                         | ВАТ «Денисівка», водій                                            |
| 18                            | Боднарюк Юрій Миколайович       | 09.11.2010            | середня            | позапартійний                         | Брусницький загальноосвітній навчальний заклад І-ІІІ ст., сторож  |
| 19                            | Кузенко Надія Миколаївна        | 09.11.2010            | вища               | член Політичної партії «Наша Україна» | Чорторийський психоневрологічний інтернат, бухгалтер              |
| 20                            | Малярчук Олексій Миколайович    | 09.11.2010            | середня спеціальна | позапартійний                         | Чорторийський психоневрологічний інтернат, директор               |
| 21                            | Харина Олександра Миколаївна    | 09.11.2010            | вища               | позапартійна                          | Чорторийський загальноосвітній навчальний заклад І ст., завідувач |
| 22                            | Грицюк Іван Михайлович          | 09.11.2010            | середня            | позапартійний                         | АЗС м. Чернівці, оператор                                         |
| 23                            | Аврам Микола Євгенович          | 09.11.2010            | середня спеціальна | позапартійний                         | пенсіонер                                                         |
| 24                            | Ткачук Василь Дмитрович         | 09.11.2010            | середня спеціальна | позапартійний                         | Брусницька сільська лікарська амбулаторія, фельдшер               |
| 25                            | Скаріоцький Корнель Миколайович | 09.11.2010            | вища               | позапартійний                         | ПСП «Черемош», директор                                           |
| 26                            | Марчук Михайло Михайлович       | 09.11.2010            | середня спеціальна | позапартійний                         | Зеленівський загальноосвітній навчальний заклад І-ІІ ст., завгосп |
| 27                            | Олійник Ольга Іванівна          | 09.11.2010            | вища               | позапартійна                          | Зеленівський загальноосвітній навчальний заклад І-ІІ ст., вчитель |
| 28                            | Храпко Іван Михайлович          | 09.11.2010            | середня спеціальна | позапартійний                         | приватний підприємець                                             |
| 29                            | Ясенівський Гаврило Іванович    | 09.11.2010            | вища               | позапартійний                         | пенсіонер                                                         |
| 30                            | Вишнюк Євген Євгенович          | 09.11.2010            | середня спеціальна | позапартійний                         | Кіцманський РЕМ, електромонтер                                    |